# 小田部統房
小田部統房（1568年（永祿11年）—1623年（元和9年7月22日）），日本戰國時代、安土桃山時代的武將，又稱源次郎、次郎兵衛、新介、膳左衛門、號宗然，官稱土佐守，為大友、立花家臣。家紋是丸內上三星下二引兩。

## 早年生平

### 家族背景
小田部氏最早可追溯為嵯峨天皇之皇子源融的五代孫・源綱(渡邊源次)居住於攝津國渡邊庄時始稱渡邊氏，其嫡子源久(源太夫判官)侍奉源賴國，並前往九州肥前平戶松浦郡居住，其次男源公賴(松浦小源次正)子孫代代稱松浦。
小田部統房的曾祖父既是原為平戶松浦氏出身，松浦義(松浦肥前守是興)的次男・松浦鎮隆（松浦隼人佐），於天文年間（約1543年）從屬於大內義隆，並前往筑前早良郡討伐安樂平城（荒平城）的守將水上氏，在繼承小田部氏後改名為小田部鎮經。松浦鎮隆也與其子大津留鎮正成為大友義鑑的近侍並獲重用，使得大津留鎮正能夠上京學習伊勢禮法、猿樂及刀劍鑑賞等技藝，並迎娶大友氏一族之女、豐後齋藤氏之女為妻妾，繼承大津留（大鶴）左馬頭長清，而前往筑前擔任鷲嶽城主。
大友義鑑與義隆先後於天文19年（1550年）、20年（1551年）死亡後，松浦鎮隆於同年遭肥前唐津波多氏襲殺、城池被奪，大友宗麟曾要求弟弟大內義長派兵數次反攻，仍無法將城池奪回，於是大津留鎮正受大友宗麟之命，派出次男小田部鎮元於天文22年（1553年）前往攻略並成功奪回安樂平城，因此小田部鎮元得以繼承其祖父的小田部氏，並迎娶大友宗麟的異母妹・多摩子為妻，而小田部統房即為鎮元的次子。
小田部鎮元跟隨大友家於對抗毛利家的「多多良濱之戰」中因戰功而獲授感狀，往後遭受筑前國人如原田隆種和秋月種實、筑紫廣門等人攻擊時，與大友家的同僚立花道雪、高橋紹運以及實父大津留鎮正、三弟大津留鎮忠相互支援而維持勢力，為大友家建立戰功，受立花道雪評價為「勇猛優秀的大將」。

### 安樂平城之戰
天正7年（1579年）7月18日，龍造寺隆信出兵筑後，其次子江上家種聯合原田親秀、神代長良以執行總兼為大將，率軍侵略大友家的安樂平城，身為城主的小田部鎮元持續抵抗。同年9月11日，小田部家的武將大教坊兼光背叛小田部鎮元，並包圍鎮元於前線據守的池田城發動夜襲，在鎮元以及鎮守鷲嶽城的大津留鎮忠之弟大鶴宗逸守戰下，大教坊一族85人全員戰死，龍造寺軍於同日再次包圍池田城；此時，大津留鎮忠聯絡立花道雪求援，並以十時連貞為援軍，仍趕不及龍造寺軍的攻勢進展，小田部鎮元與其長男九郎統種雙雙陣亡。在歷經三個月的籠城戰後，安樂平城的外郭大抵已被龍造寺軍攻陷，小田部氏仍以小田部統房為首之殘存兵力受其祖父大津留鎮正指揮，持續在本丸籠城，並受三叔大津留鎮忠支援。
天正8年（1580年）4月中旬後，由於安樂平城持續受到龍造寺軍的包圍而糧盡，小田部統房於是將城池移交給從豐後派來的大友家援軍小佐井鎮直、臼杵鎮冨進行修復，受其母及幾位小田部家臣保護撤退。兩個月後，統房受到立花山城城主立花道雪庇護，受其文武兩道薰陶影響，並且在之後迎娶高橋紹運之女（立花宗茂之妹）於千代（榮長院）為妻，並改稱「土佐守」，成為立花家武將，往後人稱其「天資剛勇絕倫，為人威武不屈」。

## 立花家時期

### 上陣立功
天正13年（1585年）3月，小田部統房跟隨少主立花宗茂以18歲之齡率千餘兵力守城，秋月種實認為立花山城兵力單薄，便率八千軍力進攻。立花宗茂決定率五百兵力、分為三隊夜襲秋月軍，於是先以家老米多比鎮久率百餘名兵力繞至秋月軍後方，佯攻秋月家居城古處山城，引誘秋月軍部分兵力追擊，此時宗茂和家老薦野增時另率一百五十兵力以火計夜襲秋月軍本陣，造成秋月軍前後方陷入混亂甚而不慎自相殘殺；另外，家老十時連貞埋伏於森林，率兵從側面突入，配合米多比鎮久繞回夾擊，擊敗秋月方並使其損失三百餘人。小田部統房於此役進行初陣，據載身穿本小礼紺系毛引威具足，率領小田部舊臣們參加夜襲，並獲立花道雪頒贈戰功感狀。
天正14年（1586年），島津家為統一九州而北攻豐後以及筑前的大友家，並以島津忠長率五萬軍力侵略筑前，途中遭受高橋紹運於岩屋城的抗戰而受頓挫，亦於圍攻立花山城時，被立花宗茂以游擊和奇襲詐降等戰術拖延攻勢，後因豐臣秀吉的部隊來援大友家而撤退；8月25日，立花宗茂率軍追擊並順勢攻打高鳥居城，而小田部統房也參戰其中。此戰在立花宗茂和小野鎮幸的激勵以及立花統春和十時惟道的作戰下獲得勝利，而統房則於在此戰攻登石垣、土壘時被流矢射傷右眼而失明，宗茂對統房給予嘉許，令他擔任高鳥居城的其中一名守將。翌年，視力受損的統房在參與「九州征伐」、南侵肥後和薩摩等戰役期間，作為立花家老米多比鎮久部隊的一員持續立下勳功。
天正15年（1587年）九州征伐過後，立花家因功受領筑後柳川成為大名，小田部統房也成為受領2千石的重臣，並成為中老、奉行眾之一。9月下旬，統房跟隨立花宗茂參加「肥後一揆討伐」，作為軍奉行率三百兵力偵查山鹿城及運糧道路，據載在永野原的戰鬥中，他身穿赤鎧赤毛冑、手提大槍、腰掛備州長刀，乘馬殺入敵陣並討取十三名敵兵。文祿元年至慶長3年(1592~1598年)於豐臣秀吉發動的「文祿慶長之役」中，小田部統房也作為軍奉行，常與立花家老小野鎮幸、十時連貞等將領執行作戰策略，也是參與宗茂帳內軍議時的重臣側近之一。

### 改易隱居
慶長5年(1600年)「關原之戰」期間，於9月13日，統房隨立花宗茂參與攻略京極高次的大津城並受輕傷。15日接到西軍的敗報後，宗茂命統房前往大坂城救出成為人質的宗茂之母宋雲尼以及島津義弘夫人。回到筑後柳川時，為防備鍋島直茂來襲，立花宗茂令統房前往酒見城進行防禦；在立花、鍋島對戰期間，隨後趕來的加藤清正對宗茂勸降，雙方於柳河久末一地進行會談，統房與十時連貞、安東連直等立花家老隨侍宗茂赴會。戰爭結束後，立花家遭受改易，統房便於久末成為浪人，並與子女們隱居。
統房和宗茂之妹於千代之間僅生下三女，長女做為主君宗茂的養女嫁給立花家老小野鎮幸之孫小野茂高，次女則是與從立花家老之一的米多比鎮久過繼以繼承小田部家的米多比鎮教（小田部土佐守鎮孝）結為夫妻，三女同樣做為主君宗茂的養女嫁給江戶大名公卿本多俊次。此外，他另有妾腹所生一子小田部主稅助、一女岡田修理吉門妻。

## 輾轉時期

### 轉仕
後來，田中吉政成為筑後柳川的新領主，小田部統房作為番頭獲用、受領1千石俸祿，並負責從矢部川到久末一帶的岩神水路工事。至慶長11年（1606年），統房再度隱居，將家督及俸祿讓予鎮孝繼承，而統房在立花家統治筑後柳河時期便已建立人望，田中吉政因此仍對他特別禮遇，並時常與其討論政事。
吉政死後，繼承其家督的田中忠政亦仰賴小田部統房。在「大坂之役」期間，統房向田中忠政諫言應前往參與戰事，忠政因父親投入經費整治筑後市街及柳川城，而無法湊足軍費出兵。忠政逝去後，因沒有子嗣延續家族，使田中家受到除封改易。

### 回仕
立花宗茂經過浪人時期，在獲得德川家康原諒並受到德川秀忠重用後，於奧州棚倉回歸大名身分，之後又因為他參與大坂之役立下戰功，得以回歸筑後柳川大名；此時，小田部統房令小田部土佐守鎮孝回仕立花家，與仕於田中家時期同樣作為番頭、領有1千石俸祿，而統房仍保持隱居，受立花宗茂賜予「宗」字、號「宗然」，並改通稱為膳左衛門，代宗茂傳達新家臣團的領地石高的通知書信。小田部統房之後向宗茂進言將部分領地讓與久留米藩，並將上妻郡矢部村加入領地中，以便領內耕地灌溉。而為了實現此事，統房還拜訪了幕府的代官・岡田善同。元和7年（1621年）與十時連貞、由布惟次共同執行柳川藩領的檢地作業亦留下功績。
晚年的小田部統房持續隱居於久末村，於元和9年（1623年）7月22日逝世，法名「大乘院殿廓傳宗然大禪定門」。
統房的繼承者鎮孝成為柳川立花家二代繼承人立花忠茂（宗茂養子，實為宗茂之弟統增四子）的左右手，在內政和外交領域皆有所表現，尤其負責立花忠茂與伊達忠宗之女鍋姬的婚姻之際，其言行舉止和武士風範獲伊達忠宗及其家臣們讚賞，留下許多剛膽、奇行的傳聞。寛永15年（1638年）參加「島原之亂」鎮壓之際亦與其三男小田部茂利持槍殺入城中奮戰，延續小田部家族的武門之風。

## 小田部家的傳統
小田部統房在參與進攻朝鮮的「碧蹄館之戰」時，由於主君立花宗茂將自身的鎧袖賞賜給同僚小野成幸，他向宗茂獻上自己的鎧袖，此後成為小田部家後代都會在年中吉日向主家立花家進獻鎧袖的傳統。